# Walter Boltz
Walter Boltz (* 4. Oktober 1929 in Berlin; † 12. Juli 2011 ebenda) war ein deutscher Politiker und Funktionär der DDR-Blockpartei Demokratische Bauernpartei Deutschlands (DBD).

## Leben
Walter Boltz war der Sohn eines Einzelhändlers aus Berlin. Nach dem Besuch der Volksschule arbeitete er von 1945 bis 1951 als Melkergehilfe im elterlichen Betrieb. Danach war er bis 1960 Inhaber eines Abmelkbetriebes und anschließend bis 1967 Brigadier der Rinderwirtschaft bzw. Gruppenleiter für Rinderzucht.
Von 1967 bis 1986 war er als Berliner Vertreter Mitglied der DBD-Fraktion der Volkskammer der DDR.